# لون ماكاليستر
لون ماكاليستر (بالإنجليزية: Lon McCallister)‏ هو ممثل أمريكي، ولد في 17 أبريل 1923 بلوس أنجلوس في الولايات المتحدة، وتوفي في 11 يونيو 2005 ببحيرة تاهو في الولايات المتحدة بسبب قصور القلب.

## أعمال

### أفلام
- (1936) روميو وجولييت
- (1937) تمنى أمنية
- (1942) يانكي دودل داندي
- (1944) النصر المجنح

## وصلات خارجية
- لون ماكاليستر على موقع IMDb (الإنجليزية)
- لون ماكاليستر على موقع ألو سيني (الفرنسية)
- لون ماكاليستر على موقع أول موفي (الإنجليزية)
- لون ماكاليستر على موقع قاعدة بيانات الأفلام السويدية (السويدية)
- لون ماكاليستر على موقع قاعدة بيانات الفيلم (الإنجليزية)
- لون ماكاليستر على موقع كينوبويسك (الروسية)